# Сербская бановина

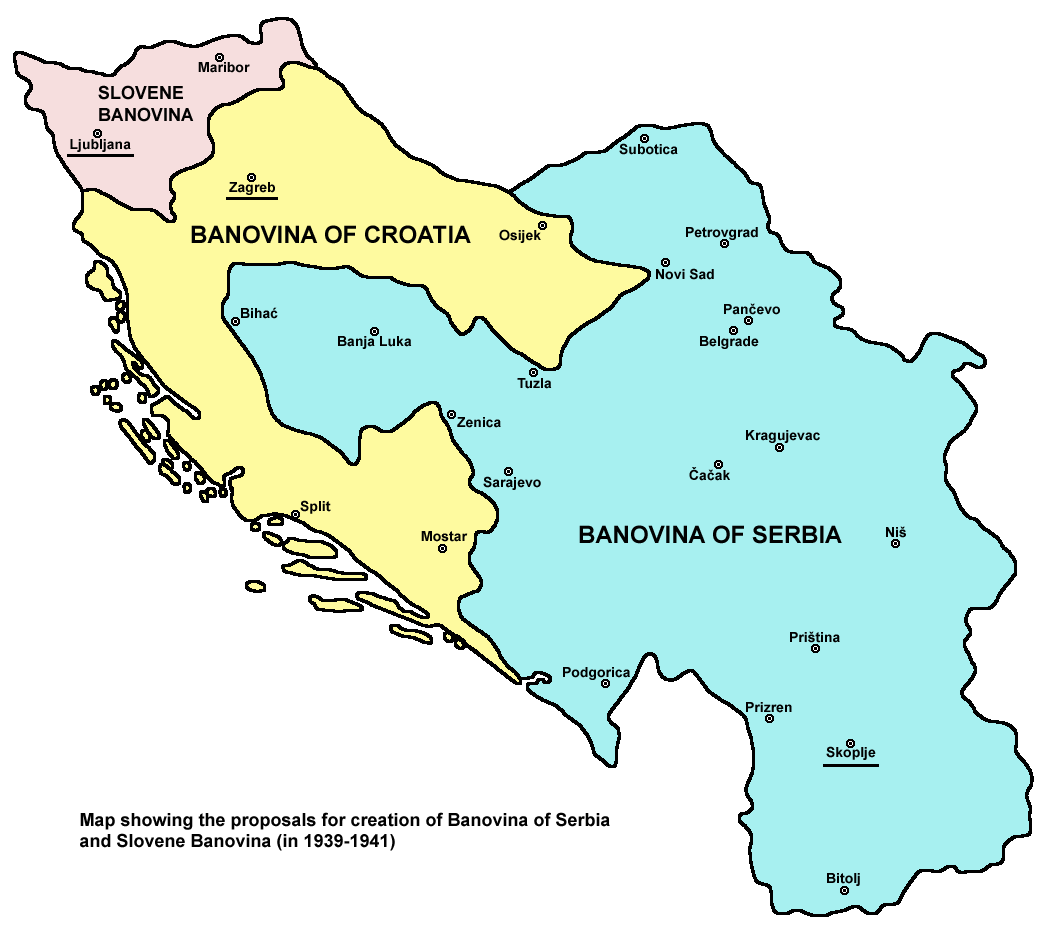
Карта, показывающая предполагаемую территорию Сербской бановины

Сербская бановина или Сербский банат (сербохорв. Banovina Srbija / Бановина Србија), официальное название — Сербские земли (Srpske zemlje / Српске земље) — план по созданию административной единицы Королевства Югославии. План был предложен после создания Хорватской бановины в 1939 году, однако, из-за оккупации и разделения Югославии в 1941 году так и не был реализован.

## Предложение
Вопрос о создании Хорватской бановины в 1939—40 годах был согласован между премьер-министром Драгишем Цветковичем и хорватским лидером Владко Мачеком (из Хорватской крестьянской партии) в марте—августе 1939 года и урегулирован на основе соглашения 26 августа. Хорватия теперь стала единственной бановиной, созданной по национальному принципу, названной в честь большинства населения (за пределами которой осталось лишь меньшинство), и таким образом, близкой к национальному государству. Соглашение получило мало поддержки среди сербских политических партий, а Сербская православная церковь и югославская армия выступили против него. Создане Хорватской бановины открыло вопрос о политическом статусе сербского народа в Королевстве Югославия («сербский вопрос»). Некоторые сербские интеллектуалы (особенно члены Сербского культурного клуба) и политики (включая отдельных членов югославского правительства), предложили план создания Сербской бановины, которая бы включила территории существовавших Врбаской, Дринской, Дунайской, Моравской, Зетской и Вардарской бановин. Хорватская бановина включала в себя значительное количество сербского населения, в то время, как в Сербскую бановину должно было войти значительоне количество несербского и неславянского населения. В 1940 году эти планы были подтверждены в февральском номере журнала Glas, издавемого Матицей сербской. Было указано, что кроме Хорватской бановины, только Сербская и предполагаемая Словенская бановины имеют прецедент и право на формирование и существование, как государства трёх этнических групп, образовавших Югославию, то есть Государство словенцев, хорватов и сербов и Королевство сербов, хорватов и словенцев. Процесс создания Сербской бановины должен был похож на процесс в Хорватии.

## Демография
Согласно югославской переписи, существовавшие бановины, которые, согласно предложению, должны были войти в состав Сербской бановины, имели следующее население:
- Врбасская бановина: 1 037 382 человека, из них 600 529 (58 %) православных;
- Дринская бановина: 1 534 739 человек, из них 992 924 (65 %) православных;
- Дунайская бановина: 2 387 295 человек, из них 1 393 269 (58 %) православных;
- Моравская бановина: 1 435 584 человека, из них 1 364 490 (95 %) православных;
- Зетская бановина: 925 516 человек, из них 516 490 (56 %) православных;
- Вардарская бановина: 1 574 243 человека, из низ 1 046 039 (66 %) православных.